# Барри (город, Миннесота)
Барри (англ. Barry) — город в округе Биг-Стон, штат Миннесота, США. На площади 0,6 км² (0,6 км² — суша, водоёмов нет), согласно переписи 2002 года, проживают 25 человек. Плотность населения составляет 39,1 чел./км².
- Телефонный код города — 320
- Почтовый индекс — 56210
- FIPS-код города — 27-03718[1]
- GNIS-идентификатор — 0639651[2]